# МЗКТ-6002
МЗКТ-6002 (бел. МЗКЦ-6002) — полноприводное колёсное 4-осное шасси, разработанное и производимое Минским заводом колёсных тягачей, белорусским производителем тяжёлой автомобильной техники. На основе этого шасси разработан тактический автомобиль МЗКТ-600203.

## История
Шасси МЗКТ-6002 было разработано на основе 3-осной модели МЗКТ-6001 (представлено в 2008 году) и унифицировано с ним по узлам и агрегатам.
Летом 2016 года МЗКТ-600203 прошёл испытания в ОАЭ. Вскоре было объявлено о заключении контракта на поставку партии МЗКТ-600103 и МЗКТ-600203.

## Конструкция

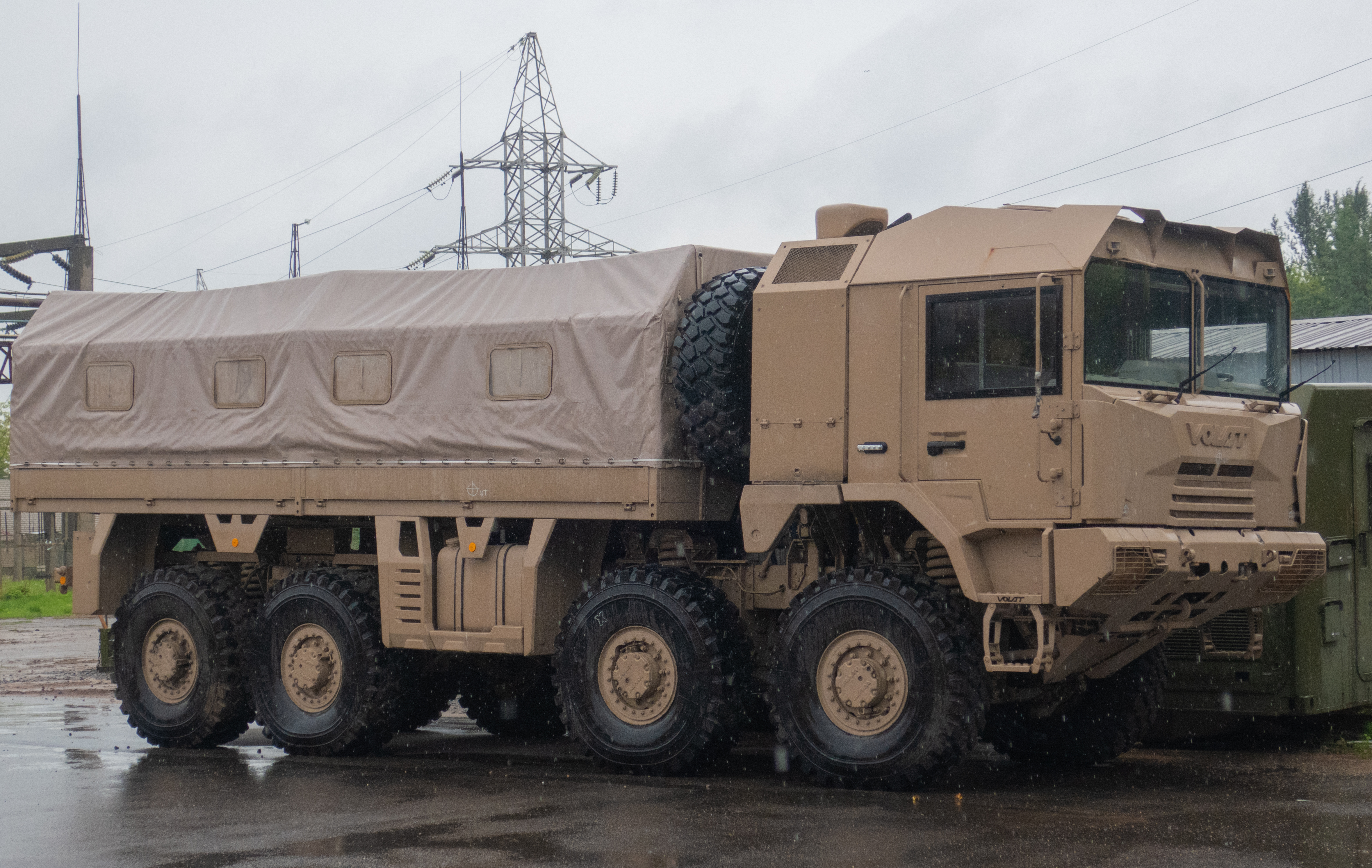
МЗКТ-600203 пустынной окраски

Длина — 9430 мм, ширина — 2550 мм, высота — 3430 мм, клиренс — 370 мм (с возможностью регулирования). Автомобиль может быть перевезён самолётами Ил-76, Ан-124, Ан-22, C-130, A400M, C-5, C-17.
По разным данным, снаряжённая масса в модификации 600203 — 17 или 18,9 т, грузоподъёмность — 17 или 15,5 т, полная масса — 34 или 34,4 т. Допустимая нагрузка на первые две оси — по 8 т, на задние оси — по 9 т. Минимальный радиус поворота — 12,8 м. Управляемые мосты — 1-й и 2-й. Запас хода — 830 км. Из других технических особенностей — система центральной накачки шин. По желанию заказчика кабина может быть укреплена броневыми листами.
Двигатель — Caterpillar C13 (520 л. с.), коробка передач — Allison 4500SP (6 передач вперёд, 1 назад). Используются барабанные тормоза колодочного типа с пневматическим управлением по двухконтурной схеме. Подвеска независимая пружинная; по желанию заказчика может быть заменена на пневматическую.
В модификации 600203 кабина 2-местная, откидывающаяся, оборудована системой кондиционирования и отопления, с люком в крыше. Грузовая бортовая тентованная платформа в модификации 600203 рассчитана на перевозку до 20 человек, имеет смотровые окна, вентиляционные клапаны и откидные скамейки. Автомобиль оборудован электрической лебёдкой с максимальным тяговым усилием в 88,3 кН.